# マリッサ・ジャレット・ウィノカー
マリッサ・ジャレット・ウィノカー（英語: Marissa Jaret Winokur、1973年2月2日 - ）は、アメリカ合衆国の女優。ジョン・ウォーターズの映画『ヘアスプレー』のブロードウェイミュージカル版で主役のトレイシー・ターンブラッドを演じ、2003年にトニー賞を受賞した。
彼女はリアリティ番組「ダンシング・ウィズ・ザ・スターズ」に参加し、続くダンス・ユア・アス・オフの第1期で司会を務めた。

## 芸能界入り以前
ウィノカーは建築家マイケル・ウィノカーと教師マキシンの間でニューヨーク市で生まれたユダヤ人である。ウィノカーはフォックス・レイン高校のサッカーチームでチアリーダーと隊長を務めた。その後、アメリカン・ミュージカル・アンド・ドラマティック・アカデミーに進学、卒業した。

## 芸能界での経歴

### ミュージカル、映画、テレビ番組
2003年、ウィノカーはヘアスプレーでの演出によりトニー賞のミュージカル主演女優賞、ドラマ・デスク・アワード、シアター・ワールド賞、アウター・クリティクス・サークル賞を受賞した。ヘアスプレーでの演出の準備期間中、ウィノカーは子宮頸癌と診断された。彼女は病気の治療を受けたが、ミュージカルからの降板を余儀なくされる恐れから家族以外には病状を秘匿した。最終的に彼女は回復し、そのまま出演した。またヘアスプレー以前はグリースのリバイバル公演にも参加した。
ウィノカーはアメリカン・ビューティー、25年目のキス、鬼教師ミセス・ティングル、最終絶叫計画、2番目のキスなどの映画に出演したほか、アニメ映画で声優を務めたこともある。またスタックドやラリーのミッドライフ★クライシスなどのシットコムでも端役ながら出演した。ラリーのミッドライフ★クライシスでは「マリッサ・ウィノカー」の役名で出演したが、クレジットでは「エレベーターの中の女性」とされた。

## 私生活
ウィノカーは2006年10月7日にスタックドの脚本家ジュダ・ミラーと結婚した。2008年3月、夫婦は代理母出産の使用を発表、代理母が妊娠5か月であること、生まれる予定の男の子の名前がゼフ（Zev）になることも併せて発表した。ウィノカー夫婦はその後出産を手伝い、ゼフは同年7月22日に無事生まれた。
彼女は作家のS・J・ペレルマンとナサニエル・ウエストの又姪でもある。